# Cmentarz żydowski w Białej Piskiej
Cmentarz żydowski w Białej Piskiej – kirkut powstał prawdopodobnie w 1862 roku. Ostatni pochówek miał miejsce w końcu XIX wieku, w związku z upadkiem gminy wyznaniowej. Nekropolia mieściła się w parku miejskim (Stadtpark), w jego południowo-wschodniej części, obecnie w rozwidleniu ulicy Parkowej i drogi wylotowej do Drygał.